# マウザーMG 213
マウザー MG 213は、第二次世界大戦中にドイツ空軍によって開発された航空機搭載リヴォルヴァーカノンである。バランスに優れた性能の20mm型と重爆撃機迎撃に特化した30mm型が存在する。

## 概要
当時世界各国で使われていた20mm級の航空機関砲と比べると明らかに大型で重いが、それらを大幅に上回る性能を持つ機関砲であった。開発は終戦までに間に合わず、実戦には投入されなかった。終戦後は連合国によってその成果は接収され、それぞれの国で戦後開発されたリヴォルヴァーカノンの原型になった。アメリカでは20mm型を原型としてM39を開発し、M61 バルカンが開発されるまで使用した。30mm型はMG 213CまたはMK 213として開発され、イギリスのADENやフランスのDEFA カノンに発展した。
新型の機関砲を開発する際に既存の弾薬を流用することも多いが、MG 213は20mm型、30mm型のいずれも新規に開発された弾薬を用いている。

## 性能

### 共通
- 重量：75kg

### 20mm型
- 弾薬：20×135
- 初速：1,050m/s
- 発射速度：1,500rpm

### 30mm型
- 弾薬：30×85B（ストレートケース）
- 初速：530m/s
- 発射速度：1,200rpm